# Javier Elizondo
Javier Aníbal Elizondo (Laprida, Buenos Aires, Argentina, 31 de octubre de 1982) es un exfutbolista argentino. Jugaba en la posición de delantero y su último club fue el Huracán de Tres Arroyos.

## Carrera deportiva
Debutó el 2002, en Huracán de Tres Arroyos de la Primera B Nacional. En 2004 disputó la promoción ante Atlético de Rafaela, ganando 2-1 en la ida y 3-2 en la vuelta, por lo que Huracán ascendió por primera vez en su historia a Primera División. Aunque la estadía del club solo duró una temporada, y Huracán descendió a la B Nacional el siguiente año.
Después de continuar en Huracán de Tres Arroyos (con pasos intermedios en Racing de Olavarría y Santamarina de Tandil), Elizondo cruzó la cordillera para aterrizar en el fútbol chileno. En Chile vistió las indumentarias de Deportes La Serena, Huachipato, Cobreloa, Deportes Antofagasta, Audax Italiano y Curicó Unido.
En Antofagasta tuvo el mejor paso de su carrera, jugó en los pumas cuatro temporadas, disputó más de 70 partidos y anotó 42 goles en total, entre el torneo doméstico y la Copa Chile, portando en varias ocasiones la jineta de capitán, siendo así uno de los jugadores más queridos por los hinchas del club. Sus momentos más destacados en el "CDA" fueron los 4 goles que le anotó a la Universidad de Chile y sus hat-tricks a Santiago Wanderers y Huachipato, todos estos por el Torneo Transición de Primera División 2013, los que le valieron el título de goleador de dicha competencia.
Se fue a jugar con su club de origen Huracán de Tres Arroyos, disputando el Torneo Federal C 2017.
El 18 de enero de 2022, mediante su cuenta de Instagram anuncia su retiro del futbol a la edad de 39 años.

## Clubes
| Club                    | País      | Año       |
| ----------------------- | --------- | --------- |
| Huracán de Tres Arroyos | Argentina | 2002-2004 |
| Santamarina de Tandil   | Argentina | 2004      |
| Huracán de Tres Arroyos | Argentina | 2005      |
| Racing de Olavarría     | Argentina | 2005-2006 |
| Huracán de Tres Arroyos | Argentina | 2006-2007 |
| Santamarina de Tandil   | Argentina | 2007-2009 |
| Deportes La Serena      | Chile     | 2009      |
| Querétaro               | México    | 2010      |
| Huachipato              | Chile     | 2010-2011 |
| Cobreloa                | Chile     | 2011-2012 |
| Deportes Antofagasta    | Chile     | 2012-2014 |
| Audax Italiano          | Chile     | 2015-2016 |
| Curicó Unido            | Chile     | 2016-2017 |
| Huracán de Tres Arroyos | Argentina | 2017-2021 |

## Palmarés

### Torneos regionales
| Título                                | Club         | País      | Año  |
| ------------------------------------- | ------------ | --------- | ---- |
| Liga Regional Tresarroyense de fútbol | Huracán (TA) | Argentina | 2005 |
| Liga Regional Tresarroyense de fútbol | Huracán (TA) | Argentina | 2006 |
| Torneo Preparación                    | Huracán (TA) | Argentina | 2006 |
| Torneo Preparación                    | Huracán (TA) | Argentina | 2007 |
| Unión Regional Deportiva              | Santamarina  | Argentina | 2009 |
| Liga Regional Tresarroyense de fútbol | Huracán (TA) | Argentina | 2018 |
| Copa Challenger                       | Huracán (TA) | Argentina | 2018 |

### Títulos nacionales
| Título    | Club         | País  | Año     |
| --------- | ------------ | ----- | ------- |
| Primera B | Curicó Unido | Chile | 2016-17 |

#### Otros logros
| Título                       | Club                 | País      | Año     |
| ---------------------------- | -------------------- | --------- | ------- |
| Ascenso a Primera División   | Huracán (TA)         | Argentina | 2004    |
| Ascenso a Torneo Argentino A | Racing Athletic Club | Argentina | 2004-05 |

### Distinciones individuales
| Distinción                                                 | Año    |
| ---------------------------------------------------------- | ------ |
| Máximo Goleador de la Primera División de Chile (14 goles) | 2013-T |